# Slavhandeln på Indiska oceanen

Indiskoceanska slavhandeln

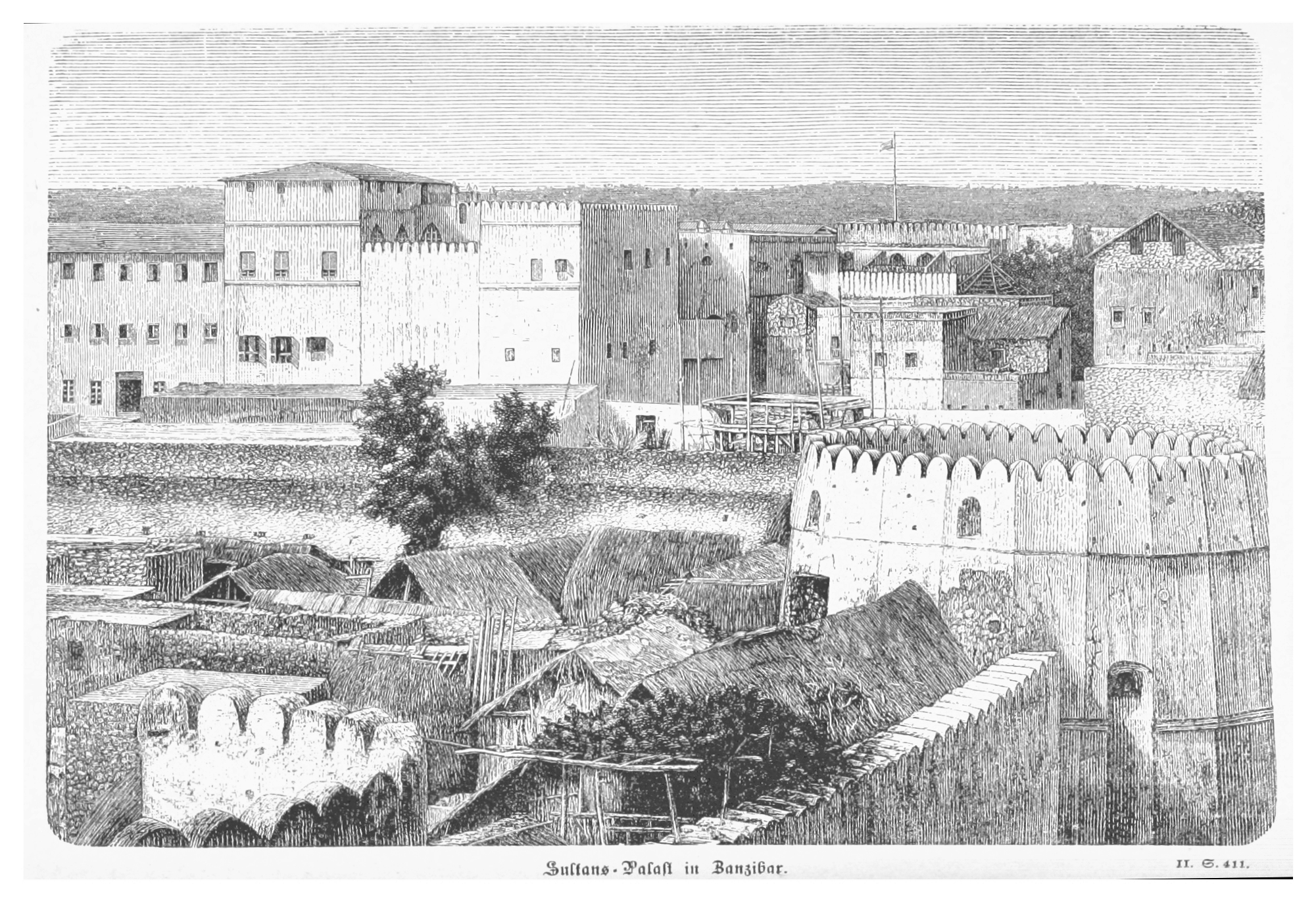
A sketch of stone town showing the old fort and palace from the year 1871 to the year 1875. Zanzibar Stone Town was a port in the Indian Ocean slave trade.

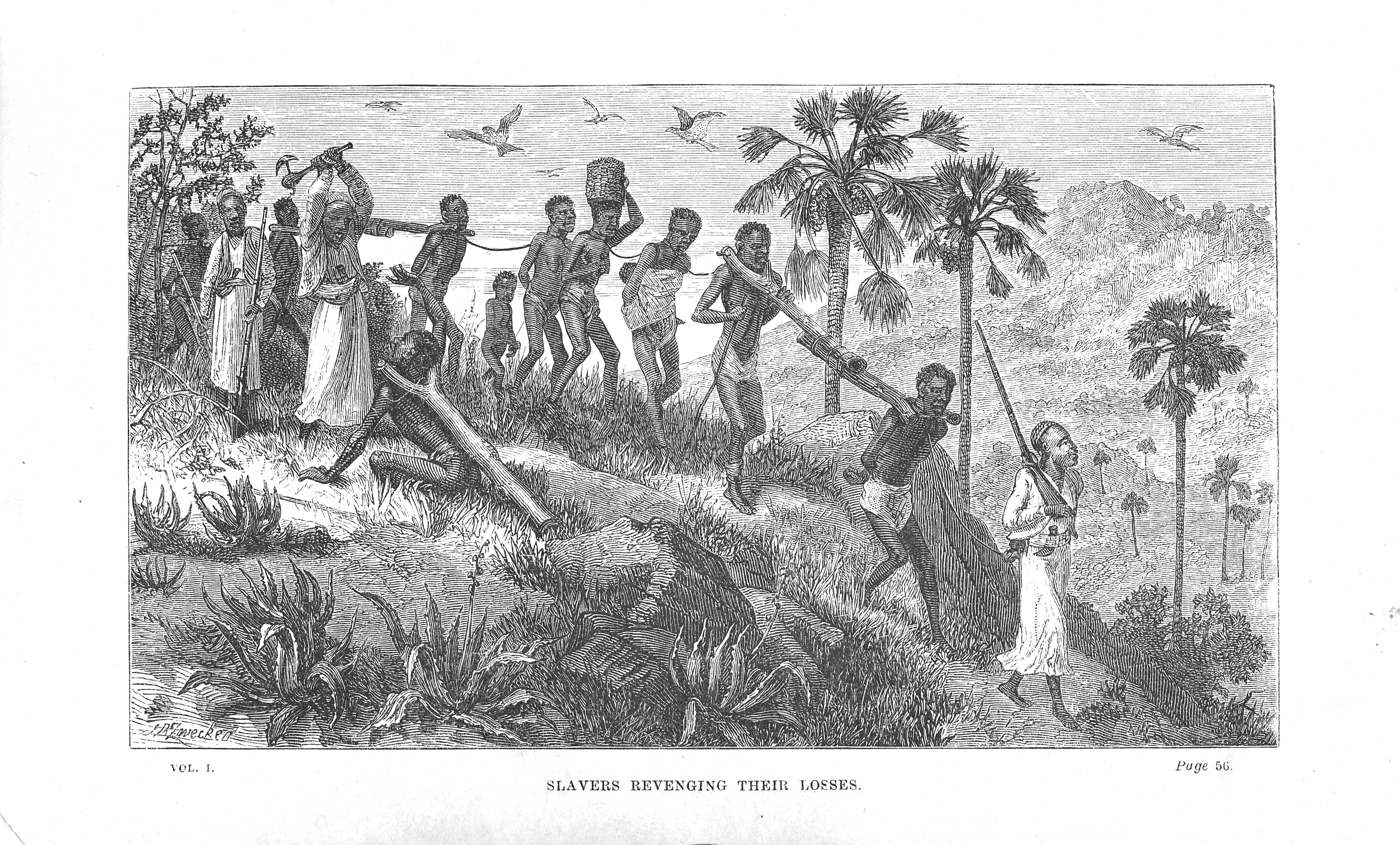
Arab-Swahili slave traders and their captives along the Ruvuma River in Mozambique

Slavhandeln på Indiska oceanen syftar på den slavhandel som sedan forntiden pågick i triangeln på Indiska oceanen från Östra Afrika till Madagaskar, Arabiska halvön, Indien och Java. Denna är belagd från forntiden till långt in på 1900-talet.
Den kanske mest välkända är Slavhandeln i Zanzibar, som pågick från 700-talet fram till 1900-talet. Slavar transporterades då från Östafrika, främst Swahilikusten, via Zanzibar till den Arabiska halvön, Persiska viken och Iran.

## Slavhandel under antiken
Slavhandel på Indiska Oceanen är belagd från åtminstone 2500 f.Kr., och Babylon, Fornegypten, antikens greker och romerska riket handlade alla med slavar på Indiska Oceanen.
Slavhandeln växte under 500-talet, när Bysantinska riket och Sassanidernas Persien, vilket gjorde slavhandeln till en större industri.

## Slavhandeln till den muslimska världen
Under början av medeltiden spred sig religionen islam utefter handelsrutterna till den muslimska världen. Köpmän längs handelsrutterna uppmanades konvertera till islam för att gynna deras ekonomi och kontakter med muslimska kolleger, kunder och myndigheter framför icke-muslimska köpmän. Under 700-talet skaffade sig muslimska köpmän kontroll över Swahilikustens handelsväger och havsleder, och i samarbete med lokala konverterade muslimska köpmän påbörjades en massiv slavhandel med icke-muslimska afrikaner. Människor av främst bantuursprung (av araberna kallad zanja) tillfångatogs från inlandet i senare Kenya, Mozambique, Malawi och Tanzania, och fördes till kusten, varifrån de exporterades över Indiska Oceanen till Arabiska halvön.
På 1000-talet hade sultanatet Kilwa blivit ett stort centrum för den islamiska handeln med guld och slavar.
Det uppskattas att muslimska slavhandlare exporterade ett antal av 1000 afrikanska slavar årligen mellan 800 och 1700, ett antal som steg till 4000 under 1700-talet, och 3700 varje år mellan 1800 och 1870. 

### Slavhandeln i Zanzibar
Mellan 1692 och 1856 var Zanzibar en del av Oman, och slavhandeln på Indiska oceanen från Östafrika till Mellanöstern gick därefter i en fast rutt från Swahilikusten via Zanzibar till Oman på arabiska halvön och därifrån vidare till Persien, Arabien och övriga Mellanöstern. Det så kallade Omanska imperiet varade till 1856, och det delades i Oman och Sultanatet Zanzibar. Britterna motarbetade denna slavhandel efter 1807, och framtvingade en viss begränsning av den genom Moresby Treaty 1822. Zanzibar fortsatte officiellt exportera slavar till Oman fram till år 1876, när Zanzibar tvingades förbjuda slavhandeln i avtal med britterna. 
Slavrutten till Mellanöstern övertogs därefter gradvis av Slavhandeln på Röda havet, men en illegal slavhandeln fortsatte dock från Östafrika till Arabiska halvön till inpå 1900-talet.
Efter 1867 använde omanska slavhandlare ofta franska flaggor på sina slav-dhows då de transporterade slavar från Östafrika så långt söderut som Mocambique till Arabien och Persiska gulfen, något fransmännen tolererade fram till 1905, då Hague International Tribunal tvingade dem att ingripa; en mer småskalig smuggling av slavar fortsatte dock denna rutt fram till att slavmarknaden på arabiska halvön stängde på 1960-talet.

## Europeisk slavhandel
Det förekom en export av slavar från östra Afrika till europeiska kolonier i Indien och Asien mellan 1500-talet och det tidigare 1800-talet. Det var främst en import till Portugisiska Indien, Nederländska Ostindien, och till de franska kolonierna Réunion och Mauritius. Antalet var betydligt lägre än den transatlantiska slavhandeln, men uppnådde ändå ett högt antal under 1700-talet. 
Portugal exporterade slavar från Portugisiska Östafrika (Mocambique) till Portugisiska Indien och Ceylon. 
Indiska och kinesiska slavhandlare exporterade ungefär 250.000 slavar till Nederländska Ostindien under 1600- och 1700-talet. 
 Denna handel tycks dock ha varit oregelbunden och relativt blygsam. 
Ett större antal slavar än tidigare exporterades till de franska plantagekolonierna i Indiska Oceanen, Réunion, Mauritius och Seychellerna under 1700-talet. Under 1700-talet exporterades slavarna till de franska öarna från främst Madagaskar, som i sin tur exporterade både inhemska slavar liksom slavar från Afrika. De franska öarna importerade dock också afrikanska slavar från den arabiska slavhandeln på Swaihilikusten, särskilt mot slutet av 1700-talet. 
Storbritannien förbjöd slavhandeln 1807, och när britterna därefter erövrade de franska kolonierna i Indiska Oceanen, avskaffades den lagliga slavhandeln till dessa.